# Jamie Ward
Jamie John Ward (Birmingham, 12 mei 1986) is een Noord-Iers voetballer die doorgaans speelt als linksbuiten. In januari 2024 tekende hij voor Precision. Ward maakte in 2011 zijn debuut in het Noord-Iers voetbalelftal.

## Clubcarrière
Ward begon zijn carrière bij Aston Villa, maar bij die club wist hij nimmer door te breken. In maart 2006 werd hij tot het einde van het seizoen verhuurd aan Stockport County. In de zomer van 2006 verliep zijn contract bij Aston Villa en ondanks interesse van Stockport en Wrexham tekende Ward een tweejarig contract bij Torquay United. In de winterstop van zijn eerste seizoen vroeg de vleugelspeler een transfer aan en op 31 januari 2007 verkaste hij naar Chesterfield. Hij speelde tweeënhalf jaar voor Chesterfield en in zijn laatste twee seizoenen kwam hij telkens tot meer dan tien doelpunten. Aan het einde van het seizoen 2008/09, toen zijn contract afliep, werd Ward gelinkt aan onder meer Sheffield United en Derby County, en Chesterfield wilde graag zijn contract verlengen. In december 2008 legde hij een aanbieding van de club om zijn verbintenis te verlengen naast zich neer. In de winterstop wilde Barnsley Ward overnemen voor circa 550.000 euro. De Noord-Ier besloot deze aanbieding echter ook af te slaan, omdat de club niet voldeed aan zijn salariseisen. Na de afgeslagen aanbieding van Barnsley deed ook Sheffield United een bod. Dat van hen was iets lager (circa €450.000), maar dit werd geaccepteerd. Ward tekende een contract voor drieënhalf jaar in Sheffield. Twee seizoenen lang speelde Ward veel wedstrijden bij Sheffield, maar in zijn derde seizoen speelde hij een minder grote rol. Dit kwam mede door een blessure die hem de eerste maanden van het seizoen belette te spelen alsook door een schorsing na een rode kaart in de derby tegen Leeds United.
In februari 2010 werd Ward voor drie maanden verhuurd aan Derby County. De ploeg streed destijds tegen degradatie uit de Championship. De aanvaller speelde dertien wedstrijden voor Derby en daarin trof hij vijfmaal doel: tegen Middlesbrough, Crystal Palace, Leeds United, Burnley en Reading. Uiteindelijk ontliep Derby degradatie naar de League One, wat Sheffield United niet was gelukt. Twee dagen na het einde van het seizoen ondertekende Ward een tweejarige verbintenis bij Derby, met een optie op een extra seizoen. In zijn eerste seizoen als volledig eigendom van Derby was hij verantwoordelijk voor het doelpunt van het seizoen, dat hij op 17 september 2011 maakte tegen Nottingham Forest. In april 2012 bevestigde coach John Metgod dat Derby het contract van Ward wilde openbreken en verlengen. Later die maand tekende de Noord-Ier een nieuwe, tweejarige verbintenis. Op 2 juli 2015 maakte Ward de overstap van Derby naar de lokale rivaal Nottingham Forest, waar hij een contract voor vier jaar ondertekende. Na een jaar werd Ward voor de duur van één seizoen verhuurd aan Burton Albion. In januari 2018 maakte hij opnieuw een overstap op huurbasis, ditmaal naar Cardiff City. Ward werd in de zomer van 2018 voor een halfjaar verhuurd aan Charlton Athletic. In september 2019 tekende Ward voor een half seizoen bij Scunthorpe United. Na periodes bij Solihull Moors en Buxton tekende Ward medio 2022 bij Ilkeston Town. Een jaar later verkaste hij voor een maand naar Nuneaton Borough, om in januari 2024 voor Precision te gaan spelen.

## Clubstatistieken
| Seizoen | Club                | Competitie      | Competitie | Competitie | Beker | Beker | Internationaal | Internationaal | Totaal | Totaal |
| Seizoen | Club                | Competitie      | Wed.       | Dlp.       | Wed.  | Dlp.  | Wed.           | Dlp.           | Wed.   | Dlp.   |
| ------- | ------------------- | --------------- | ---------- | ---------- | ----- | ----- | -------------- | -------------- | ------ | ------ |
| 2005/06 | Stockport County    | League Two      | 9          | 1          | 0     | 0     | —              | —              | 9      | 1      |
| 2006/07 | Torquay United      | League Two      | 25         | 9          | 4     | 2     | —              | —              | 29     | 11     |
| 2006/07 | Chesterfield        | League One      | 9          | 3          | 0     | 0     | —              | —              | 9      | 3      |
| 2007/08 | Chesterfield        | League Two      | 35         | 12         | 1     | 0     | —              | —              | 36     | 12     |
| 2008/09 | Chesterfield        | League Two      | 23         | 14         | 6     | 2     | —              | —              | 28     | 16     |
| 2008/09 | Sheffield United    | Championship    | 18         | 2          | 0     | 0     | —              | —              | 18     | 2      |
| 2009/10 | Sheffield United    | Championship    | 28         | 7          | 3     | 1     | —              | —              | 31     | 8      |
| 2010/11 | Sheffield United    | Championship    | 19         | 0          | 2     | 1     | —              | —              | 21     | 1      |
| 2010/11 | Derby County        | Championship    | 13         | 5          | 0     | 0     | —              | —              | 13     | 5      |
| 2011/12 | Derby County        | Championship    | 37         | 4          | 2     | 0     | —              | —              | 39     | 4      |
| 2012/13 | Derby County        | Championship    | 25         | 12         | 1     | 0     | —              | —              | 26     | 12     |
| 2013/14 | Derby County        | Championship    | 41         | 7          | 1     | 0     | —              | —              | 42     | 7      |
| 2014/15 | Derby County        | Championship    | 25         | 6          | 4     | 0     | —              | —              | 29     | 6      |
| 2015/16 | Nottingham Forest   | Championship    | 31         | 2          | 3     | 1     | —              | —              | 34     | 3      |
| 2016/17 | Nottingham Forest   | Championship    | 18         | 1          | 2     | 1     | —              | —              | 20     | 2      |
| 2016/17 | → Burton Albion     | Championship    | 18         | 4          | 1     | 0     | —              | —              | 19     | 4      |
| 2017/18 | Nottingham Forest   | Championship    | 8          | 0          | 0     | 0     | —              | —              | 8      | 0      |
| 2017/18 | → Cardiff City      | Championship    | 4          | 0          | 0     | 0     | —              | —              | 4      | 0      |
| 2018/19 | → Charlton Athletic | League One      | 9          | 1          | 2     | 0     | —              | —              | 11     | 1      |
| 2019/20 | Scunthorpe United   | League Two      | 6          | 2          | 0     | 0     | —              | —              | 6      | 2      |
| 2020/21 | Solihull Moors      | National League | 19         | 3          | 4     | 0     | —              | —              | 23     | 3      |
| 2021/22 | Buxton              | NPFL            | 33         | 17         | 8     | 3     | —              | —              | 41     | 20     |
| 2022/23 | Ilkeston Town       | Southern League | 5          | 1          | 0     | 0     | —              | —              | 5      | 1      |
| Totaal  | Totaal              | Totaal          | 458        | 113        | 44    | 11    | 0              | 0              | 505    | 124    |

Bijgewerkt op 25 april 2025.

## Interlandcarrière
Ward debuteerde in het Noord-Iers voetbalelftal op 10 augustus 2011 in een EK-kwalificatiewedstrijd tegen de Faeröer (4–0 winst). Hij mocht van bondscoach Nigel Worthington in de tweede helft invallen voor David Healy. Op 6 september 2013 maakte hij, in zijn zesde interland, zijn eerste doelpunt. Thuis tegen Portugal werd met 2–4 verloren, maar in de tweeënvijftigste minuut had Ward Noord-Ierland nog op een 2–1 voorsprong gezet. Na rode kaarten voor Chris Brunt en Kyle Lafferty ging het alsnog mis voor de Britten. Jamie Ward werd in mei 2016 opgenomen in de selectie van Noord-Ierland voor het Europees kampioenschap voetbal 2016 in Frankrijk, de eerste deelname van het land aan een EK. Noord-Ierland werd in de achtste finale uitgeschakeld door Wales (0–1), dat won door een eigen doelpunt van de Noord-Ierse verdediger Gareth McAuley.
| Interlands van Jamie Ward voor Noord-Ierland | Interlands van Jamie Ward voor Noord-Ierland | Interlands van Jamie Ward voor Noord-Ierland | Interlands van Jamie Ward voor Noord-Ierland | Interlands van Jamie Ward voor Noord-Ierland | Interlands van Jamie Ward voor Noord-Ierland |
| №                                            | Datum                                        | Wedstrijd                                    | Uitslag                                      | Competitie                                   | Goals                                        |
| Als speler bij Derby County                  | Als speler bij Derby County                  | Als speler bij Derby County                  | Als speler bij Derby County                  | Als speler bij Derby County                  | Als speler bij Derby County                  |
| -------------------------------------------- | -------------------------------------------- | -------------------------------------------- | -------------------------------------------- | -------------------------------------------- | -------------------------------------------- |
| 1                                            | 10 augustus 2011                             | Noord-Ierland – Faeröer                      | 4 – 0                                        | EK 2012 kwalificatie                         |                                              |
| 2                                            | 15 augustus 2012                             | Noord-Ierland – Finland                      | 3 – 3                                        | Vriendschappelijk                            |                                              |
| 3                                            | 7 september 2012                             | Rusland – Noord-Ierland                      | 2 – 0                                        | WK 2014 kwalificatie                         |                                              |
| 4                                            | 11 september 2012                            | Noord-Ierland – Luxemburg                    | 1 – 1                                        | WK 2014 kwalificatie                         |                                              |
| 5                                            | 14 augustus 2013                             | Noord-Ierland – Rusland                      | 1 – 0                                        | WK 2014 kwalificatie                         |                                              |
| 6                                            | 6 september 2013                             | Noord-Ierland – Portugal                     | 2 – 4                                        | WK 2014 kwalificatie                         | 52'                                          |
| 7                                            | 10 september 2013                            | Luxemburg – Noord-Ierland                    | 3 – 2                                        | WK 2014 kwalificatie                         |                                              |
| 8                                            | 11 oktober 2013                              | Azerbeidzjan – Noord-Ierland                 | 2 – 0                                        | WK 2014 kwalificatie                         |                                              |
| 9                                            | 15 oktober 2013                              | Israël – Noord-Ierland                       | 1 – 1                                        | WK 2014 kwalificatie                         |                                              |
| 10                                           | 5 maart 2014                                 | Cyprus – Noord-Ierland                       | 0 – 0                                        | Vriendschappelijk                            |                                              |
| 11                                           | 7 september 2014                             | Hongarije – Noord-Ierland                    | 1 – 2                                        | EK 2016 kwalificatie                         |                                              |
| 12                                           | 11 oktober 2014                              | Noord-Ierland – Faeröer                      | 2 – 0                                        | EK 2016 kwalificatie                         |                                              |
| 13                                           | 14 oktober 2014                              | Griekenland – Noord-Ierland                  | 0 – 2                                        | EK 2016 kwalificatie                         | 9'                                           |
| 14                                           | 29 maart 2015                                | Noord-Ierland – Finland                      | 2 – 1                                        | EK 2016 kwalificatie                         |                                              |
| 15                                           | 29 maart 2015                                | Noord-Ierland – Qatar                        | 1 – 1                                        | Vriendschappelijk                            |                                              |
| 16                                           | 13 juni 2015                                 | Noord-Ierland – Roemenië                     | 0 – 0                                        | EK 2016 kwalificatie                         |                                              |
| Als speler bij Nottingham Forest             |                                              |                                              |                                              |                                              |                                              |
| 17                                           | 8 oktober 2015                               | Noord-Ierland – Griekenland                  | 3 – 1                                        | EK 2016 kwalificatie                         |                                              |
| 18                                           | 13 november 2015                             | Noord-Ierland – Letland                      | 1 – 0                                        | Vriendschappelijk                            |                                              |
| 19                                           | 24 maart 2016                                | Wales – Noord-Ierland                        | 1 – 1                                        | Vriendschappelijk                            |                                              |
| 20                                           | 28 maart 2016                                | Noord-Ierland – Slovenië                     | 1 – 0                                        | Vriendschappelijk                            |                                              |
| 21                                           | 27 mei 2016                                  | Noord-Ierland – Wit-Rusland                  | 3 – 0                                        | Vriendschappelijk                            |                                              |
| 22                                           | 4 juni 2016                                  | Slowakije – Noord-Ierland                    | 0 – 0                                        | Vriendschappelijk                            |                                              |
| 23                                           | 12 juni 2016                                 | Polen – Noord-Ierland                        | 1 – 0                                        | EK 2016                                      |                                              |
| 24                                           | 16 juni 2016                                 | Oekraïne – Noord-Ierland                     | 0 – 2                                        | EK 2016                                      |                                              |
| 25                                           | 21 juni 2016                                 | Noord-Ierland – Duitsland                    | 0 – 1                                        | EK 2016                                      |                                              |
| 26                                           | 25 juni 2016                                 | Wales – Noord-Ierland                        | 1 – 0                                        | EK 2016                                      |                                              |
| Als speler bij Burton Albion                 |                                              |                                              |                                              |                                              |                                              |
| 27                                           | 4 september 2016                             | Tsjechië – Noord-Ierland                     | 0 – 0                                        | WK 2018 kwalificatie                         |                                              |
| 28                                           | 8 oktober 2016                               | Noord-Ierland – San Marino                   | 4 – 0                                        | WK 2018 kwalificatie                         |                                              |
| 29                                           | 11 oktober 2016                              | Duitsland – Noord-Ierland                    | 2 – 0                                        | WK 2018 kwalificatie                         |                                              |
| Als speler bij Nottingham Forest             |                                              |                                              |                                              |                                              |                                              |
| 30                                           | 26 maart 2017                                | Noord-Ierland – Noorwegen                    | 2 – 0                                        | WK 2018 kwalificatie                         |                                              |
| 31                                           | 9 november 2017                              | Noord-Ierland – Zwitserland                  | 0 – 1                                        | WK 2018 kwalificatie                         |                                              |
| 32                                           | 12 november 2017                             | Zwitserland – Noord-Ierland                  | 0 – 0                                        | WK 2018 kwalificatie                         |                                              |
| Als speler bij Cardiff City                  |                                              |                                              |                                              |                                              |                                              |
| 33                                           | 24 maart 2018                                | Noord-Ierland – Zuid-Korea                   | 2 – 1                                        | Vriendschappelijk                            |                                              |
| Als speler bij Charlton Athletic             |                                              |                                              |                                              |                                              |                                              |
| 34                                           | 8 september 2018                             | Noord-Ierland – Bosnië en Herzegovina        | 1 – 2                                        | Nations League 2018/19                       |                                              |
| 35                                           | 15 november 2018                             | Ierland – Noord-Ierland                      | 0 – 0                                        | Vriendschappelijk                            |                                              |

Bijgewerkt op 25 april 2025.